# Группа (военное дело)
Группа, в военном деле может иметь следующие понятия:
1. Соединения, воинские части, подразделения либо отдельные военнослужащие, которые временно объединены под единое командование для выполнения какой-либо боевой задачи в операции либо бою. К примеру: группа прорыва, группа прикрытия, резервная авиационная группа, группа заграждения и группа разграждения (в инженерных войсках)[2]
2. В исторический период 1930-х годов в Вооруженных Силах СССР (ВС СССР) группой именовалась часть боевого порядка.
3. Собирательное понятие войск и сил расположенных в какой-либо области (местности или в иностранном государстве). К примеру — Группа советских войск в Германии.
4. В вооружённых силах некоторых государств — название штатного подразделения. К примеру в формированиях специального назначения ГРУ Генштаба ВС СССР/ВС России, подразделение уровня взвода именуется группой[3]. На прежних исторических этапах группой называлось отделение в пехотных подразделениях, состоявшее из двух звеньев — к примеру в армии Румынии в 1930-е годы пехотный взвод состоял из 3 групп[4]. Также группа — это штатное подразделение инженерно-технического состава в военной авиации СССР и России численностью 5 — 25 человек. В вооружённых силах США, Германии и Франции, а также некоторых других государств, группой называется тактическая часть самолётов или зенитных ракет уровня полка[5], в состав которой входит несколько эскадрилий[6]. В ВВС Великобритании периода Второй мировой войны, группа была тактическим соединением уровня бригады, включавшей в свой состав от 5 до 19 эскадрилий по 12 самолётов в каждой эскадрилье[7].
5. В вооружённых силах некоторых государств — название элемента боевого порядка войск. К примеру батальонная тактическая группа в Армии США — сводная группа рот из разных батальонов, также взводная тактическая группа — группа отделений разных взводов и дивизионная тактическая группа - группа бригад разных дивизий, которым предстоит участвовать в боестолкновении. Также штатные мотопехотные (пехотные, парашютно-десантные) отделения в бою могут разделяться на две группы по 4 — 6 человек[8], к примеру в Армии США и в НОАК[9].